# 渡部照代
渡部　照代（わたなべ　てるよ、1972年4月7日 - ）は、日本の俳優、女性歌手、ダンサー。

## 略歴
1999年から2000年まで、ミュージカル　『美少女戦士セーラームーン』5代目冥王せつな／セーラープルート役を演じた。その後も数多くのミュージカルや舞台、TVなどに俳優やダンサーとして出演したが、2004年を最後に引退した。

## 主な出演作品

### 舞台
- 「上を向いて歩こう」　新橋演舞場(1999.3.3〜27) - バックダンサー、エキストラ役など。
  - 作/演出・高平哲郎
  - 出演者・中尾ミエ 牧瀬里穂 中山秀征 松村雄基 高嶺ふぶき　松田洋治　不破万作　甲斐京子　松澤一之　小林のり一　渡部信子　ほか
- 「マヌエラ燃える上海　恋する女」(1999年PARCO劇場)
  - 主演/天海祐希
- 『美少女戦士セーラームーン (ミュージカル)|美少女戦士セーラームーン』(セラミュ)「新 / 変身・スーパー戦士への道 ラストドラクル序曲」池袋サンシャイン劇場(2000年1月2日〜17日)
  - 冥王せつな/セーラープルート　役　※5代目
- 「星降る夜にセレナーデ」(2000年6月)
- 「MILLENNIUM 　Super Grand Revue Show 2000」(2000年11月)
- 「ミュージカル　With　-愛のラプソディ-」（2002年7月）
- 「サクラ大戦　歌謡ショウ」（バックダンサーとして）